# Santa Rita do Tocantins
Santa Rita do Tocantins é um município brasileiro do estado do Tocantins. Localiza-se a uma latitude 10º51'39" sul e a uma longitude 48º54'49" oeste, estando a uma altitude de 280 metros. Possui uma área de 3287,91 km².

## História
O lugarejo foi fundado às margens do Ribeirão Faisqueiro, no ano de 1957, a partir de uma doação feita pelo Sr. Marciano Alves Moreira, que também foi seu primeiro morador e que ajudou várias pessoass que aqui chegavam a começar uma vida nova. As margens da Rodovia Bernardo Sayão não cresceram muito, o que serviu para a sua deslocação na década de 70, mais exatamente no dia 3 de setembro de 1973, para as margens da BR-153 onde deu início ao povoado de Santa Rita. 
Em 6 de junho de 1990, pela Lei nº 579/90, foi elevada a categoria de Distrito de Brejinho de Nazaré, após aprovado pelo então Prefeito Municipal Sr. Vanaldo Ferreira Cunha e teve como Vice-Prefeito do Distrito o Sr. João Pereira da Costa, conhecido como João Bispo.
Em 19 de junho de 1991, entrou na Assembleia Legislativa do Tocantins o pedido de emancipação do Distrito pela Deputada Estadual Dolores Nunes, sendo aprovado pela Lei nº 686 de 26 de maio de 1994, passando a categoria de cidade com o topônimo SANTA RITA DO TOCANTINS.
A sede do município foi instalada em 1 de janeiro de 1997, tendo como primeiro prefeito eleito, o Sr. João Pereira da Costa, com mandato de oito anos consecutivos.
Atualmente a prefeita do município é a Sra. Neila Maria da Silva Moraes e a Câmara Municipal conta com nove vereadores pelo povo santa-ritense.